# Camelia Macoviciuc
Camelia Macoviciuc (nach Heirat Camelia Mihalcea; * 1. März 1968 in Hudești, Kreis Botoșani) ist eine ehemalige rumänische Ruderin. 

## Sportliche Karriere
Camelia Macoviciuc vom Ruderverein Dinamo Bukarest begann 1986 mit dem Rudersport. Bei den Ruder-Weltmeisterschaften 1995 fuhr sie mit Alina Scurtu auf den 17. Platz im Leichtgewichts-Doppelzweier. Bei den Olympischen Spielen in Atlanta trat sie mit Constanța Burcică in der gleichen Bootsklasse an. Nach einem Sieg im dritten Vorlauf unterlagen die beiden Rumäninnen im Halbfinale dem US-Boot mit Teresa Bell und Lindsay Burns. Im Finale gewannen die beiden Rumäninnen mit fast zwei Sekunden Vorsprung vor dem US-Duo. Zwei Wochen nach den Olympischen Spielen fanden in Glasgow die Weltmeisterschaften in den nichtolympischen Bootsklassen statt. Dort gewann Constanța Burcică im Leichtgewichts-Einer, Camelia Macoviciuc belegte zusammen mit Maria Sava den dritten Platz im Leichtgewichts-Zweier ohne Steuerfrau.
In der Weltcup-Saison 1997 belegten Macoviciuc und Sava zweimal den dritten Platz und einmal den vierten Platz im Leichtgewichts-Doppelzweier. Bei den Weltmeisterschaften 1997 trat Camelia Macoviciuc im Leichtgewichts-Doppelzweier mit Angela Alupei an und gewann die Bronzemedaille hinter den Booten aus Deutschland und Dänemark. 1998 erkämpften Alupei und Macoviciuc bei den Weltmeisterschaften eine weitere Bronzemedaille, diesmal hinter dem US-Zweier und den Deutschen. 1999 ruderte Macoviciuc wieder zusammen mit Constanța Burcică im Leichtgewichts-Doppelzweier. Die Olympiasiegerinnen von 1996 gewannen sowohl alle drei Weltcupregatten als auch das A-Finale bei den Weltmeisterschaften in St. Catharines. In der ersten Weltcup-Regatta 2000 belegten Macoviciuc und Burcică den dritten Platz. Danach rückte Angela Alupei zu Constanța Burcică in den Doppelzweier.
2003 kehrte Camelia Macoviciuc nach ihrer Heirat als Camelia Mihalcea auf die Regattastrecken zurück. Bei den Weltmeisterschaften 2003 ruderten  Macoviciuc und Burcică auf den dritten Platz im Leichtgewichts-Doppelzweier. Zum Auftakt der Saison 2004 belegten Macoviciuc und Burcică bei der ersten Weltcupregatta den dritten Platz. Für die Olympischen Spiele 2004 wechselte Camelia Mihalcea zu Simona Strimbeschi in den Doppelzweier ohne Gewichtsbeschränkung, die beiden belegten im Olympiafinale den fünften Platz.
1996 wurde ihr der Titel Ehrenbürger der Stadt Timișoara verliehen.